# Syneurycope affinis
Syneurycope affinis là một loài chân đều trong họ Munnopsidae. Loài này được Birstein miêu tả khoa học năm 1970.